# 폴리스 유나이티드 FC
폴리스 유나이티드 FC(Police United Football Club, สโมสรฟุตบอลเพื่อนตำรวจ )는 1960년부터 2008년까지 태국 왕립 경찰이관리하던 태국의 해체된 축구 클럽이다.
2017년에 클럽은 BEC Tero Sasana 와 합병하고 2018년 시즌 초에 이름을 폴리스 테로 FC 로 변경했다

## 선수 명단

### 역대
1. ↑  “ยืนยันแล้ว!! โปลิศ เทโร เอฟซี ได้ บิ๊กแป๊ะ นั่งประธานสโมสร เตรียมเปิดตัว 2 ก.พ.นี้”.